# めこん
株式会社めこんは、東アジア・東南アジア・南アジアを中心とした社会科学系の書籍を出版する日本の出版社。小説作品等も翻訳出版する。

## 概要
- 沿革　1978年（昭和53年）12月　創立
- 代表者　桑原晨
- 本社所在地　 東京都文京区本郷 3-7-1